# Калланд, Альберт
Альберт М. Калланд (англ. Albert M. Calland) (род. 30 июля 1952, Колумбус, штат Огайо) — американский политический и военный деятель, вице-адмирал (2004) в отставке ВМС США. Бывший первый заместитель директора Центрального разведывательного управления с июля 2005 по июль 2006 года.

## Образование
- 1974 — Бакалавр в области океанографии Военно-морской академии США, Аннаполис, штат Мэриленд
- 1996 — Магистр в области стратегии национальных ресурсов Промышленного колледжа Вооружённых сил США, Форт-Макнейр, Вашингтон (округ Колумбия)

## Военная карьера
С 1975 года, после окончания базовой школы водолазов-подрывников и боевых пловцов, служил в Силах специальных операций ВМС. Первая должность — командир взвода специальных транспортировочных средств.
В дальнейшем служил старшим инструктором школы подготовки водолазов-подрывников и боевых пловцов, офицером по осуществлению исследований, разработок, испытаний и оценок в 1-й группе специального назначения ВМС и офицером надводных сил специальных операций ВМС Тихоокеанского флота по обезвреживанию и уничтожению взрывоопасных предметов.
Калланд также служил штабным офицером акцентированным на межведомственную координацию, в том числе помощником начальника штаба по программам, исследованиям, разработкам и приобретениям командования специальных операций ВМС, начальником отдела разработки программ в директорате ресурсов Командования специальных операций США и заместителем начальника штаба Совместного командования специальных операций США по операциям.
В августе 1987 года, во время операции «Earnest Will» являлся первым заместителем командира 12-го подразделения катеров специального назначения и командиром оперативного отряда специальных операций ВМС «Тихий океан» (англ. Naval Special Warfare Task Unit, Pacific).
В ноябре 1992 — январе 1995 г. командовал первым отрядом Navy SEAL. С июня 1997 по июнь 1999 г. командовал Группой развертывания специальных боевых действий ВМС США. Затем являлся исполнительным помощником при помощнике министра ВМС по вопросам людских ресурсов и резервов. В июле 2000 г. принял на себя командование специальных операций Центрального командования вооружённых сил США.
С августа 2002 года по март 2004 г. возглавлял командование специальных операций ВМС США. С марта 2004 г. — помощник директора ЦРУ по военной поддержке.
29 апреля 2005 г. назначен первым заместителем директора ЦРУ. 15 июля утвержден Сенатом и вступил в должность, в которой находился до 23 июля 2006 г.
Вынужден был уйти со своего поста после назначения директором ЦРУ генерала Майкла Хейдена, в соответствии с Законом о национальной безопасности 1947 года, запрещающим одновременное нахождение на должностях директора и первого заместителя директора ЦРУ военнослужащих.
После ухода из ЦРУ, с сентября 2006 г. занимал пост заместителя директора по стратегическому оперативному планированию Национального контртеррористического центра США.
Ушел в отставку 1 июля 2007 года.

## Награды и знаки отличия
- Медаль «За выдающуюся службу» (ВМС США)
- Медаль «За отличную службу» с бронзовым дубовым листом
- Орден «Легион Почёта»
- Бронзовая звезда
- Медаль Министерства обороны «За похвальную службу» с бронзовым дубовым листом
- Медаль похвальной службы с четырьмя звездами награждения
- Благодарственная медаль ВМС и Корпуса морской пехоты